# Joaquín Sevilla Moróder
Joaquín Sevilla Moróder (Valencia, 1963) es un doctor en física, profesor universitario, investigador y divulgador científico español, actualmente catedrático de tecnología electrónica y que dirige la cátedra de divulgación de cultura y conocimiento científico en la Universidad Pública de Navarra. Es secretario de Educación, Investigación y Universidades de Sumar.
Además de ser docente e investigador universitario, es conocido también como divulgador científico.

## Biografía
Joaquín Sevilla Moróder nació en Valencia en 1963. En 1986 se licenció en Ciencias Físicas por la Universidad Autónoma de Madrid, doctorándose en 1991 en Física Aplicada por la misma universidad. Ese mismo año ingresó como Ingeniero de Diseño en Westinghose España y participó en varios proyectos para las centrales nucleares españolas.
En 1994 se incorporó a la Universidad Pública de Navarra, en la que es profesor titular de Universidad desde 1996 en el Departamento de Ingeniería Eléctrica y Electrónica de la Escuela Técnica Superior de Ingenieros Industriales y de Telecomunicación.
Desde el año 2009, forma parte de la junta de la Asociación Universidad y Discapacidad como vicepresidente y cofundador de la misma.
En el año 2011 recibió el Premio Sin Barreras, por su trayectoria dedicada al estudio y desarrollo de tecnología para la mejora del empleo de personas con discapacidad.
Durante varios años fue director del campus virtual del Grupo 9 de Universidades. También ha sido vicerrector de Nuevas Tecnologías e Innovación Educativa (1999-2003), coordinador del programa Sócrates de la ETSIIT y coordinador del programa transversal de Ingeniería Médica.
Como investigador ha dedicado su tiempo principalmente a dos proyectos: Estudio de cristales fotónicos basados en esferas dieléctricas y Desarrollo de tecnología de apoyo a la calidad de vida de personas con discapacidad.
Actualmente es organizador de cursos de verano y colabora como divulgador a través de Ciencia en el bar junto a Javier Armentia, y en la plataforma en línea de divulgación científica en español Naukas. Además ejerce como tesorero en el Club de Amigos de la Ciencia.
En 2024, la I Asamblea de Sumar, donde se nombró a Yolanda Díaz coordinadora general, Joaquín Sevilla fue nombrado secretario de Educación, Investigaciones y Universidades de la coalición.